# Primera línea (Chile)
Primera Línea fue el nombre de un colectivo de manifestantes, en su mayoría encapuchados o con el rostro parcialmente cubierto, dedicados a enfrentar físicamente a Carabineros de Chile en el contexto del estallido social mediante actos de desobediencia civil a los efectivos antidisturbios que proceden en las protestas. En palabras de un miembro, «se trata de disputar el poder de las autoridades». Está compuesta por una variedad de ciudadanos individuales y organizaciones de base llamadas «clanes», que carecen de autoridad central. Una amplia gama de organizaciones apoyan a la Primera Línea brindándoles ayuda, alimentos y asesoramiento legal. Los miembros son de diversos orígenes, incluidos trabajadores, inmigrantes, estudiantes universitarios e hinchas deportivos. Asimismo, fueron detenidos 16 menores de edad encapuchados e identificados como parte de esta fuerza de choque, los cuales fueron puestos  a disposición del Servicio Nacional de Menores (Sename).

## Descripción

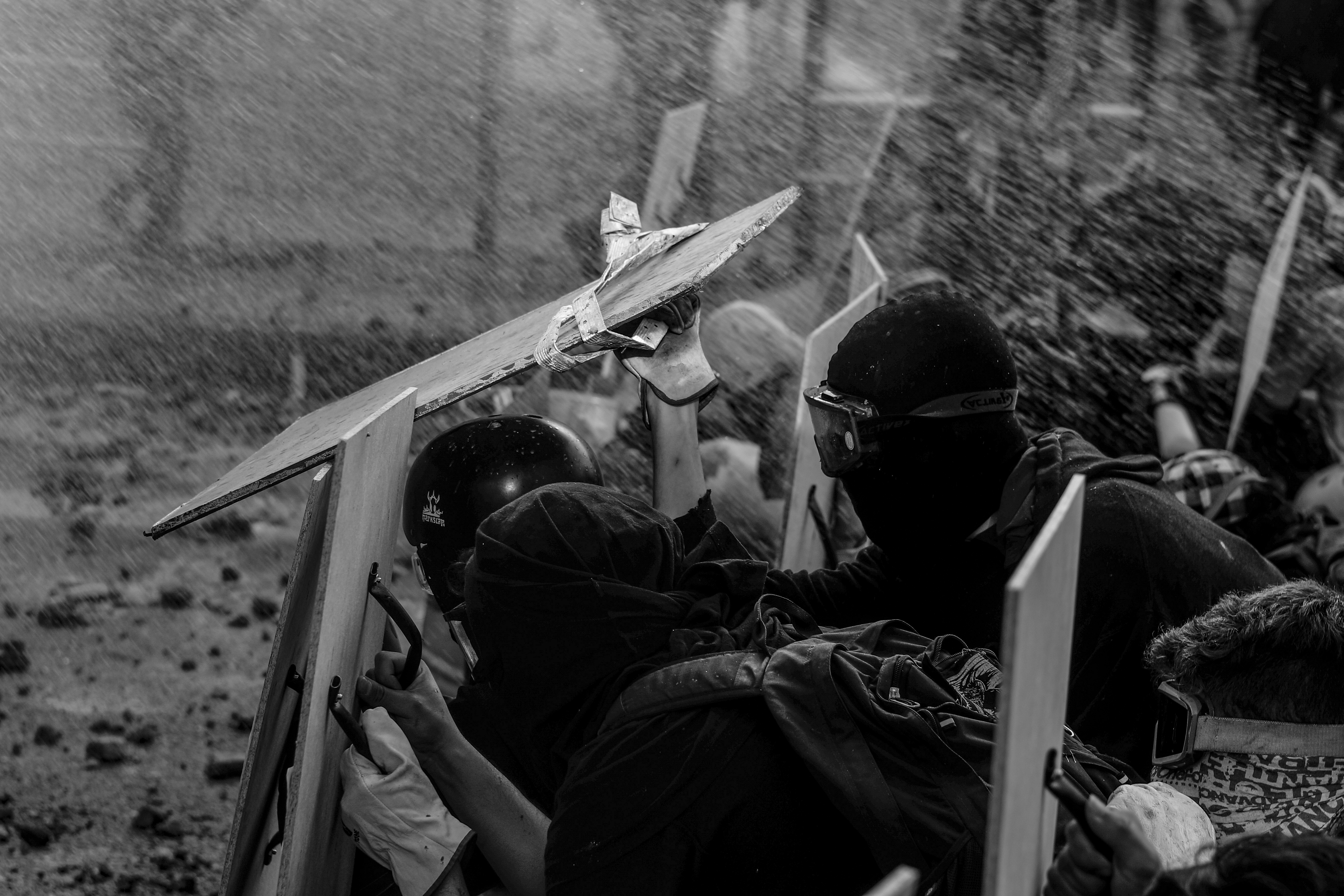
Integrantes de la Primera Línea en una manifestación en Santiago el 14 de noviembre de 2019.

Los miembros de la Primera Línea —también llamados "capuchas"— tienden a asumir roles distintos, como portadores de escudos, lanzadores de piedras, extintores de granadas de gas lacrimógeno, honderos, punteros láser y medicamentos para gases lacrimógenos. Entre estos, los punteros láser son los más numerosos y su función consiste en interrumpir la vista de la policía; sin embargo, hay casos en los que los punteros láser han derribado drones de vigilancia. Pese a que no tienen una posición política e ideológica homogénea, se puede determinar que son miembros pertenecientes a la oposición al gobierno de Sebastián Piñera y han adquirido una rivalidad violenta contra Carabineros de Chile. Con frecuencia se les asocia con el movimiento anarquista chileno y algunos de ellos lo reconocen explícitamente. Uno de sus miembros más reconocidos públicamente es Rodrigo Rojas Vade, quien participaba de las manifestaciones a rostro descubierto y logró ser electo como uno de los 155 miembros de la Convención Constitucional para la propuesta de una nueva Constitución para Chile.
La Primera Línea ha sido acusada por las autoridades y algunos medios de comunicación de estar detrás de muchos delitos menores. Sin embargo, hay quienes señalan que han cumplido una función de protección a los manifestantes comunes del accionar policial y su  abuso de poder. El 3 de marzo de 2020, un grupo de Primera Línea fue detenido por Carabineros haciendo cumplir la recién promulgada Ley Antibarricadas. Posteriormente, solo uno de los 44 detenidos se mantuvo en prisión preventiva, mientras que las personas restantes fueron puestas en libertad, quedando con firma bimensual. En este contexto, el presidente de la Corte Suprema de Chile, Guillermo Silva y el Fiscal Nacional Jorge Abbott, han declarado que ser parte de la Primera Línea no constituye un delito en sí mismo.
El periodista de investigación Santiago Pavlovic los describe como "jóvenes frustrados, personas en situación de calle, anarquistas con tendencia a la piromanía, delincuentes aprovechadores de desórdenes, chiquillos con la adrenalina desatada, y algunos que veían una oportunidad revolucionaria", en el reportaje de Informe especial de TVN acerca del Estallido Social transmitido en octubre de 2020.
Pese a que cuando son detenidos son calificados como «presos políticos» por los propios manifestantes y algunos políticos —entre ellos Camila Vallejo, Tomás Hirsch y Claudia Mix—, tanto el Gobierno de Chile como la organización internacional de derechos humanos, Human Rights Watch (HRW), descartaron dichas acusaciones, aseverando en diciembre de 2020 que «no existen presos políticos en Chile». No obstante, el profesor de derecho de la Universidad de Chile, Claudio Nash Rojas, no está de acuerdo con esta valoración. Según él, algunos miembros de Primera Línea han sido sometidos a prisión política ya que fueron puestos en prisión preventiva y declarados "peligro para la sociedad" sin un análisis caso por caso. El uso indiscriminado por parte de los tribunales chilenos de medidas cautelares del más alto nivel a miembros de Primera Línea puede entenderse como una medida política.

## Críticas
Desde distintos sectores, en especial desde el ámbito socialconservador, se les ha hecho una crítica a esta agrupación por su accionar, así como a quienes los apoyan o admiran, siendo considerado como una «romantización de la violencia», además de transgredir la libertad de expresión con la alteración del orden público y la paz social, creando una caricatura de «superhéroes» por sus acciones.
Por otra parte, para la columnista y convencional constituyente chilena Teresa Marinovic, se ha mostrado públicamente como escéptica a la naturaleza «espontánea» que se le atribuye a la conformación esta agrupación, aludiendo a su capacidad de organización y tácticas de «combate», que hacen presumir una premeditación u organización previa para servir a intereses políticos en particular.